# GOO (アルバム)
『GOO』（グー）は、アメリカのロックバンド、ソニック・ユースの1990年のメジャー・デビュー・アルバム。
『ローリング・ストーン』誌が選んだ「歴代最高のアルバム500選」において358位に選ばれている。

## 解説
日本版のボーナストラックとして
- ホワイト・クロス - シスター収録曲
- エリックス・トリップ - デイドリーム・ネイション収録曲
- シンデレラス・ビッグ・スコア - GOO収録曲
- ザ・ベッドルーム - GOOデラックスエディション収録曲

の4曲のライブ録音が収録されている。

## アートワーク
アルバムジャケットはレイモンド・ペティボーン（ブラック・フラッグのグレッグ・ギンの実弟）の手によるイラストである。元は、イギリスで凄惨な連続猟奇殺人事件（ムーアズ殺人事件）を起こしたイアン・ブレイディの共犯者マイラ・ヒンドレーの妹モリーン・ヒンドレーとその夫デヴィッド・スミスの写真である。

## 収録曲
1. ダーティ・ブーツ - Dirty Boots (5:28)
2. テュニック (ソング・フォー・カレン) - Tunic (Song for Karen) (6:22)
  - キム・ゴードン作詞、ヴォーカル。神経性無食欲症により若くして亡くなった、カーペンターズのカレン・カーペンターへ捧げた楽曲。
3. メアリー・クライスト - Mary-Christ (3:11)
4. クール・シング - Kool Thing (4:06)
  - キム・ゴードン作詞、ヴォーカル。ゲストに、パブリック・エナミーのチャックDが参加している。
5. モート - Mote (7:37)
6. マイ・フレンド・GOO - My Friend Goo (2:19)
7. ディスアピアラ - Disappearer (5:08)
8. ミルドレッド・ピアス - Mildred Pierce (2:13)
  - 1945年の映画、ミルドレッド・ピアースを元に作られた曲。
9. シンデレラス・ビッグ・スコア - Cinderella's Big Score (5:54)
10. スクーター・アンド・ジンクス - Scooter + Jinx 	(1:06)
11. ティタニウム・エクスポーズ -  Titanium Expose (6:24)

### デラックス・エディション

#### Disc 1
1. ダーティ・ブーツ
2. テュニック
3. メアリー・クライスト
4. クール・シング
5. モート
6. マイ・フレンド・GOO
7. ディスアピアラ
8. ミルドレッド・ピアス
9. シンデレラス・ビッグ・スコア
10. スクーター・アンド・ジンクス
11. ティタニウム・エクスポーズ〈OUT-TAKES,B SIDE&REHEARSALS〉
12. リー 2
13. ザッツ・オール・アイ・ノウ (ライト・ナウ)
14. ザ・ベッドルーム
15. ドクター・ベンウェイズ・ハウス
16. タフ・ボーイズ

#### Disc 2
1. テュニック
2. ナンバー・ワン
3. ティタニウム・エクスポーズ
4. ダーティ・ブーツ
5. コーキー
6. マイ・フレンド・GOO
7. ブックストアー
8. アニマルズ
9. DV2
10. ブロウジョブ
11. リー 2〈MORE GOO〉
12. アイ・ノウ・ゼアズ・アン・アンサー
13. キャン・ソング
14. アイザック
15. GOO (インタヴュー・フレックス)